# Muppets – Die Schatzinsel
Muppets – Die Schatzinsel ist ein 1996 in den USA gedrehter Genremix aus Abenteuerfilm, Komödie und Musical, bei dem das weltbekannte Puppenensemble der Muppet Show die Hauptrollen spielt. Der Film basiert dabei auf dem bekannten und mehrfach verfilmten Roman Die Schatzinsel von Robert Louis Stevenson.

## Handlung
Der Film erzählt die Romanhandlung zu großen Teilen: Im England des 18. Jahrhunderts lebt der arme Küchenjunge Jim Hawkins mit seinen Freunden Gonzo und Rizzo nahe der Hafenstadt Bristol. Er ist elternlos, arm und schuftet mit seinen Kumpanen in der Spelunke von Mrs. Blueberidge. Einer der wenigen wiederkehrenden Gäste ist der stets betrunkene Seemann Billy Bones, dem der Ruf eines Piraten anhängt. Die drei sind auch die einzigen, die ihm und seinem Seemannsgarn zuhören.
Doch eines Abends scheinen sich seine angeblichen Flunkereien zu bestätigen: Bones zeigt Jim eine Karte, die angeblich zum Schatz des berüchtigten Piraten Flint führen soll. Weil er diese wertvolle Karte besitzt, fühlt er sich auch verängstigt und von einem Einbeinigen verfolgt, der Bones zudem nach dem Leben trachten soll. Jim nimmt die Karte an sich, und als wenig später Bones tatsächlich verstirbt und mehrere Piraten die Taverne angreifen, glaubt er den Beteuerungen und flieht mit Gonzo und Rizzo.
Die drei machen sich nach London auf, um dort ein Schiff für die Überfahrt zu chartern. Unterstützt von dem gutmütigen Doktor Livesey sowie dem etwas spleenigen Schiffsbauer Squire Trelawney (er kommuniziert mit seinem im Zeigefinger lebenden Partner Mr. Bimble) wird ein neues Schiff namens „Hispaniola“ konstruiert, mit dem Jim und seine Freunde ihre Reise antreten werden. Doch die dazugehörige Crew (nahezu ausschließlich Muppets) entpuppt sich als relativ skurril, zwielichtig und bizarr. Allen voran der einbeinige Schiffskoch Long John Silver, der Jim an den von Billy Bones gefürchteten Gegner erinnert. Lediglich der als charismatisch und durchgreifend angekündigte Schiffskapitän Abraham Smollet (Kermit) erscheint dem Trio vertrauenerweckend, da er Jims Vater dereinst gut kannte.
Die lange Schiffsreise ist während der folgenden Filmhandlung für alle an Bord sehr kräftezehrend. Smollet, der sich als prinzipientreu, aber auch teils eingeschüchtert darstellt, gibt sein Bestes, um mit der eher an Piraten erinnernden Besatzung voranzukommen. Nebenbei muss er seinen ersten Offizier Mr. Arrows, der Smollet vor der Crew stets und ständig als einschüchternden Despoten darstellt, mehr als einmal in die Schranken weisen. Dazu machen der angebliche Tod von Arrows, eine lange Flaute sowie der damit einhergehende Kabinenkoller die Besatzung mürbe und langsam wahnsinnig. Doch allen Strapazen zum Trotz geht die Reise voran, wobei sich Silver und Jim trotz dessen Bedenken immer mehr freundschaftlich annähern. Doch der undurchsichtige Long John scheint ein doppeltes Spiel zu betreiben, da die ihm vertraute Crew Gonzo und Rizzo für weitere Schatzdetails foltert. Schließlich wird die Schatzinsel erreicht. Jim erkennt Long Johns Unredlichkeit und informiert Smollet, der die Abtrünnigen mit einem Alibiauftrag überlisten will. Doch Silver kommt ihm zuvor, da er die Karte und auch Jim in seine Gewalt bringt.
Hawkins hat gezwungenermaßen keine andere Wahl, als Silver zu unterstützen und dessen Mannschaft bei der Schatzsuche zu helfen. Doch bei dem angeblichen Versteck angekommen, sind die Schatzkisten leer, was beinahe zu einer Revolte unter Silvers Männern führt. Währenddessen haben sich Smollet, Gonzo und Rizzo in Eigenregie zu Jims Rettung aufgemacht, werden dabei aber von einem Stamm wilder Schweine gefangen genommen und zu deren Königin „Boom Shakalaka“ gebracht. Diese entpuppt sich allerdings als Smollets einstige Liebe Benjamina Gunn. Jim konnte inzwischen den Piraten entfliehen und Gonzo und Rizzo befreien. Schließlich stößt auch noch Mr. Arrows (er wurde von Silver per List von Bord gelockt und in einem Boot ausgesetzt) zu den dreien.
Smollet und Benjamina diskutieren inzwischen ihre frühere Beziehung, wobei herauskommt, dass Gunn ein Verhältnis mit Captain Flint angefangen und auch dessen Schatz an einem anderen Ort versteckt hat. In dieser Situation treffen Silver und die Piraten ein, welche beide gefangen nehmen und foltern. Als Benjamina aus Liebe zu Smollet schließlich verrät, wo sich der Schatz befindet, lässt dieser beide über einem Abgrund hängend in einer Todesfalle zurück.
Gleichzeitig gelingt es Jim, Gonzo, Rizzo und Arrows, die Besatzung zu befreien und die Piraten, die das Schiff inzwischen übernommen haben, von Bord zu jagen. Gemeinsam schaffen sie es, die „Hispaniola“ zur Insel zu lenken, Smollet und Gunn im letzten Moment vor dem tödlichen Sturz zu bewahren und die Piraten in die Enge zu treiben. In einem turbulenten Schlusskampf gelingt es der Crew letztlich, Silver und seine Männer zu besiegen und gefangen zu nehmen.
Doch während der Rückreise bricht Silver einmal mehr aus seiner Zelle aus. Als er das Schiff mit den Schätzen in einem Rettungsboot verlassen will, wird er von Jim entdeckt. Dieser kann aber wegen der gewachsenen Freundschaftsbande die Crew nicht warnen, während Silver ihn aus den gleichen Gründen nicht töten kann. So lässt Jim ihn ziehen, wobei Arrows ihn und Smollet informiert, dass Silvers Boot ein Leck hat. So sinkt dieses letztlich und Long John rettet sich schwimmend auf die Schatzinsel. In der letzten Szene sieht man dann, dass Smollet und Gunn heiraten, Jim das Schiff befehligt – und die Bordratten per Tauchausrüstung heimlich den Schatz bergen.
Während dem Abspann sieht man Long John Silver am Strand der Schatzinsel sitzen, wie er eine Banane isst und sich genervt von einer sprechenden Statue Witze erzählen lassen muss.

## Filmische Umsetzung
Der Film greift das gleiche erfolgreiche Konzept wie vier Jahre zuvor in Die Muppets-Weihnachtsgeschichte auf: Neben menschlichen Schauspielern in den wichtigen Rollen werden nahezu alle übrigen bedeutenden Nebenfiguren von den Puppen dargestellt.
Der Film bildet mit der aus dem Roman bekannten Handlung einen Rahmen, in den an vielfältigster Stelle der aus der Serie „Muppet Show“ bekannte anarchische Humor passend eingebettet wurde. So ziehen sich beispielsweise die episodischen Gags um die Bordratten, die die Schiffsreise wie eine Kreuzfahrt veranstalten, wie ein roter Faden durch den Film. Daneben finden sich auch etliche andere Möglichkeiten, einen Großteil des Muppet-Show-Figurenkreises in die Handlung einzubauen. Beispielsweise tauchen in der Piratencrew die Hausband „Electric Mayhem“ um Floyd, Janice und Dr. Goldzahn sowie Sweetums, Lew Zealand und Robin auf. Sogar der dänische Koch bekam einen Part: ausstaffiert mit Schweinenase als Koch des Wildschwein-Stammes. Zusätzlich zur Handlung wurden auch wieder viele Lieder komponiert, die den Streifen als Musical abrunden.

## Synchronisation
Die Deutsche Synchronfassung entstand bei der FFS Film- und Fernseh-Synchron GmbH, München. Eberhard Storeck schrieb das Dialogbuch und übersetzte die Liedtexte, Hartmut Neugebauer führte Dialogregie.
| Rolle                                       | Schauspieler/Puppenspieler | Sprecher                                              |
| ------------------------------------------- | -------------------------- | ----------------------------------------------------- |
| Kermit der Frosch / Captain Abraham Smollet | Steve Whitmire             | Andreas von der Meden (Sprache & Gesang)              |
| Rizzo die Ratte                             | Steve Whitmire             | Willi Röbke (Sprache & Gesang)                        |
| Schielender Hecht                           | Steve Whitmire             | Peter Thom                                            |
| Miss Piggy / Benjamina Gunn                 | Frank Oz                   | Berno von Cramm                                       |
| Fozzie Bär / Squire Trelawney               | Frank Oz                   | Walter von Hauff                                      |
| Sam der Adler / Samuel Arrow                | Frank Oz                   | Wolf Ackva                                            |
| Das Tier                                    | Frank Oz                   | Thomas Rau                                            |
| Gonzo                                       | Dave Goelz                 | Gudo Hoegel (Sprache) Gotte Gottschalk (Gesang)       |
| Dr. Honigtau Bunsenbrenner / Dr. Livesey    | Dave Goelz                 | Mogens von Gadow                                      |
| Waldorf                                     | Dave Goelz                 | Walter Reichelt                                       |
| Zoot                                        | Dave Goelz                 | Peter Musäus                                          |
| Alter Tom                                   | Jerry Nelson               | Peter Musäus                                          |
| Statler                                     | Jerry Nelson               | Manfred Lichtenfeld                                   |
| Calico                                      | Jerry Nelson               | Ulf Jürgen Söhmisch (Sprache) Thomas Fritsch (Gesang) |
| verrückter Monty                            | Jerry Nelson               | Norbert Gastell                                       |
| Butler                                      | Jerry Nelson               | Michael Gahr                                          |
| Floyd Pepper                                | Jerry Nelson               | Hartmut Neugebauer                                    |
| Blinder Pierre                              | Jerry Nelson               | Hartmut Neugebauer                                    |
| dänischer Koch                              | Bill Barretta              | Hartmut Neugebauer                                    |
| Blödmann Morgan                             | Bill Barretta              | Fred Klaus                                            |
| Polly Hummer                                | Kevin Clash                | Ekkehardt Belle                                       |
| Uralter Tom                                 | Kevin Clash                | Willy Schäfer                                         |
| Black Dog                                   | Kevin Clash                | Ulf Jürgen Söhmisch                                   |
| Schwartn Magn                               | Kevin Clash                | Manfred Erdmann                                       |
| Sweetums                                    | John Henson                | Manfred Erdmann                                       |
| Long John Silver                            | Tim Curry                  | Thomas Fritsch                                        |
| Jim Hawkins                                 | Kevin Bishop               | Manuel Straube                                        |
| Billy Bones                                 | Billy Connolly             | Tommi Piper                                           |
| Mrs. Bluberidge                             | Jennifer Saunders          | Katharina Lopinski                                    |
| Calico Jerry                                | Frederick Warder           | Ulrich Frank                                          |
| Kurzer Stumpen Stevens                      | Danny Blackner             | Ulrich Frank                                          |
| Easy Pete                                   | Harry Jones                | Peter Thom                                            |
| O’Brien                                     | Ellis Flyte                | Hartmut Neugebauer                                    |
| Pea                                         | Peter Geeves               | Peter Musäus                                          |

## Kritiken
„Stevensons klassische Geschichte um eine abenteuerliche Schatzsuche, besetzt mit wenigen menschlichen Darstellern, dafür mit umso mehr bekannten Puppen-Figuren der Muppet Show. Vom ursprünglich düsteren Charakter der Geschichte ist nichts mehr zu spüren, dafür wird ein Feuerwerk an Gags und Showeffekten geboten. Anders als frühere Muppet-Filme ist dieser nur in Bezug zur Fernsehshow von Interesse.“

## Trivia
- Die Firma Activision veröffentlichte zum Filmstart ein gleichnamiges Computerspiel, das größtenteils an den Film angelegt ist.
- Für die Rolle des Long John Silver waren neben Tim Curry auch David Bowie und Mick Jagger im Gespräch. Curry erhielt schließlich den Zuschlag – und erfüllte sich als großem Muppet-Show-Fan damit einen langgehegten Wunsch.
- Der klavierspielende Hund Rowlf kehrte nach Jahren der Bildschirmabstinenz für einen kurzen Gastauftritt am Filmanfang in der Spelunke zurück. Aus Respekt vor Jim Henson war der Part nach seinem Tod (Henson spielte und sprach Rowlf selbst und lehnte dessen Charakter an seinen eigenen an.) nicht mehr besetzt worden, bzw. blieb Rowlf in nachfolgenden Szenen stets stumm. So auch in Die Schatzinsel.
- Curry versuchte seine Silver-Rolle zunächst mit Holzbein zu spielen. Da er damit allerdings Probleme hatte, wurde das Ganze wieder umgeändert und er trat mit Krücke und angewinkeltem Bein auf.
- Polly Lobster, der auf Long Johns Schulter sitzende Hummer, welcher auch zur Piratencrew gehört, machte in der Vorproduktionsphase diverse Veränderungen durch. Ursprünglich war die Rolle als exzentrischer weiblicher Papagei geplant, der mit Silver flirten sollte. Das Ganze war an einen Sketch einer Muppet-Show-Episode mit John Cleese angelehnt, in der dieser einen Pirat mit heißblütigem Vogel spielte. Das Ganze änderte man schließlich in einen männlichen Vogel mit Namen Stevenson ab, der in Form von Kommentaren die Unterschiede zum Roman plappern sollte. Schließlich nutzte man für den Film aber die Variante mit dem Hummer. Die Papagei-Stevenson-Idee fand schließlich eine Verwendung im gleichnamigen PC-Spiel.